# John Madden Football II
John Madden Football II est un jeu vidéo de sport (football américain) sorti en 1991 sur PC (MS-DOS).
Le jeu fait partie de la série Madden NFL.

## Système de jeu
John Madden Football II propose des graphismes VGA en 320 × 200 et prend en charge les cartes son Adlib.

## Accueil
- Aktueller Software Markt : 9/12[1]